# Christian Drejer
Christian Drejer (ur. 8 grudnia 1982 w Kopenhadze) – duński koszykarz, który grał na pozycji niskiego skrzydłowego. W 2008 roku po problemach z kontuzjami rozwiązał kontrakt z Virtusem Rzym i zakończył karierę.
W 2004 roku został wybrany z 51 numerem w drugiej rundzie draftu NBA przez New Jersey Nets.

## Osiągnięcia
- Uczestnik Eurochallenge All-Star Game 2007